# Coreorgonal bicornis
Coreorgonal bicornis is een spinnensoort in de taxonomische indeling van de hangmatspinnen (Linyphiidae).
Het dier behoort tot het geslacht Coreorgonal. De wetenschappelijke naam van de soort werd voor het eerst geldig gepubliceerd in 1923 door James Henry Emerton.